# Финист — ясный сокол
«Фини́ст — я́сный со́кол» — роман-фэнтези писателя современной русской литературы Андрея Рубанова. Победитель литературной премии Национальный бестселлер (2019 год), победитель Премии Читателя 2018 года.

## Общая информация
Первое издание романа «Финист — ясный сокол» было оформлено к выпуску издательством «Астрель» в Москве в 2019 году в твёрдой обложке, объёмом в 576 страниц печатного текста. Роман стал популярным у современного читателя. В первую очередь читатели отмечали мягкий, лёгкий слог автора.
Это произведение как устное народное творчество, так как в те времена, когда оно могло быть записано, буквами ещё не пользовались. «Финист — ясный Сокол» — роман о силе любви, о женщине-воине, которую иногда можно встретить в настоящей жизни, этот роман и о мужчинах, готовых подставить своё крепкое плечо и помочь.

## Сюжет
Ещё юная Марья в поисках любимого, который не был человеком, обошла всю землю и добралась до неба. Попутчики и случайные знакомые не верили, что Марья добьётся своего и разыщет своего Финиста. Однако, по пути ей все помогали. Ведь помощь в те далёкие времена была делом обязательным — без неё не выжить. Рядом с людьми свою бурную и гадскую деятельность вели кикиморы, древние змеи, шишиги, мавки, лешаки, анчутки и оборотни.
Повествование романа ведётся от имени трёх мужчин, которые питали большую любовь к Марье. Первый — потомственный скоморох Иван Корень, «лихой глумила», который стал свидетелем самой первой встречи девки Марьи и птицечеловека Финиста. Второй — воин и искусный кожедуб Иван Ремень, «муж крови», что повел рать убивать древнего змея и встретил у избушки бабки Язвы, малую девку Марью в сношенных железных сапогах. Третий — птицечеловек Соловей, который был изгнан из небесного города Вертограда и очень сильно тосковал по родному дому. Именно ему суждено было доставить Марью к возлюбленному и именно он отразит на пергаменте историю о его роли в судьбе дочери кузнеца.

## Критика и оценка произведения
Егор Михайлов, анализируя книгу, попытался выстроить параллель с произведением Толкина:
«Финист» — это уже не короткая сказка, а густонаселенный фэнтези-мир, расходящийся новыми тропками во все стороны; к оригинальному тексту он относится примерно как «Властелин колец» к «Хоббиту». Сравнение с эпопеей Толкина напрашивается еще и из-за трехчастной структуры романа. Разбивая сюжет на три акта — завязка, развитие, кульминация — Рубанов фактически пишет три отдельных романа; в каждом свой сюжет, свой рассказчик".

Наталья Кочеткова постаралась оценить произведение по достоинству:
«Видно, что условная сказочная древность, в которой разворачивается сюжет „Финиста — ясного сокола“, Андрею Рубанову очень дорога. Он рисует ее с совершенно пелевинской кропотливостью, граничащей с занудством гика: штрих за штрихом, краска за краской, монолог за монологом, исповедь за исповедью, не уставая объяснять и описывать читателю законы и устройство мира, в котором живут его герои».

## Награды
- 2019 — Национальный бестселлер, победитель[6].